# Földvár (építmény)

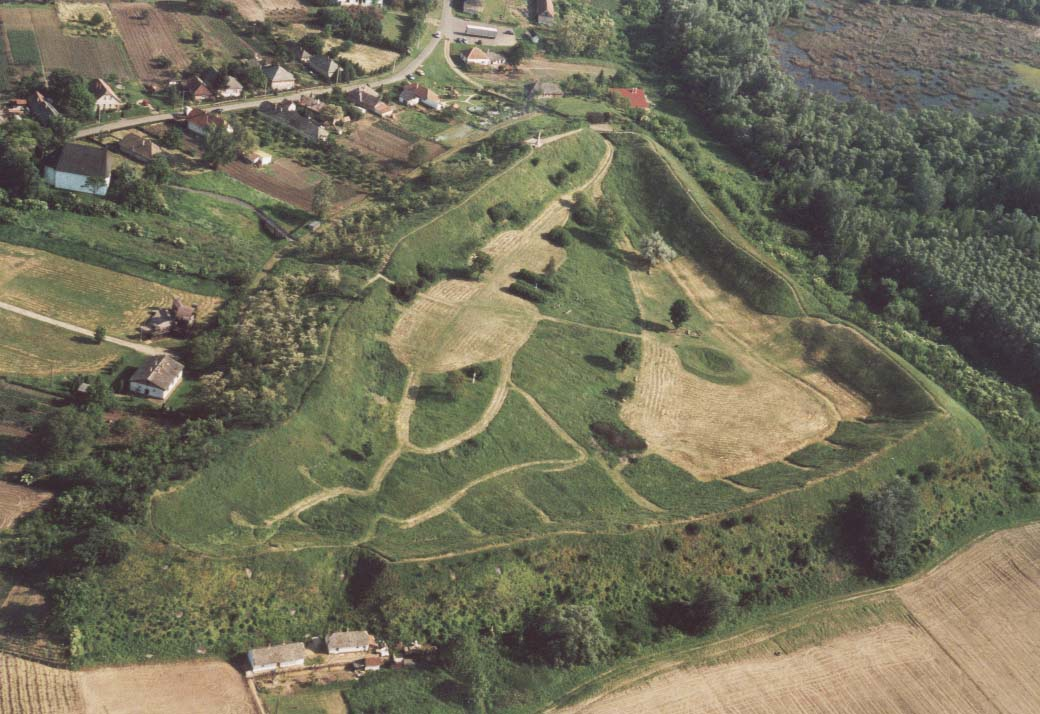
A szabolcsi földvár

A földvár az őskortól használt erődítménytípus. Eredete a Kr.e. 6. évezred közepének Közép-Európájára mutat, amikor még egyszerű árkot, a mögé hányt sáncot és a tetejére épült palánkot jelentett, de néhány ilyen erőd korábbról is ismert. A földvár a földsáncokkal védett és gyakran fakazettákkal erősített helyek (általában települést kerítő, ritkábban önálló védművek) összefoglaló megnevezése. Az elnevezést sokszor egyéb szerkezetű, de eredetileg fából vagy fából és földből készült erődítményekre ishasználják. A földvárak olyan korokban épültek, amelyekről kevés az írott forrás, ezért régészeti jelentőségük igen nagy.

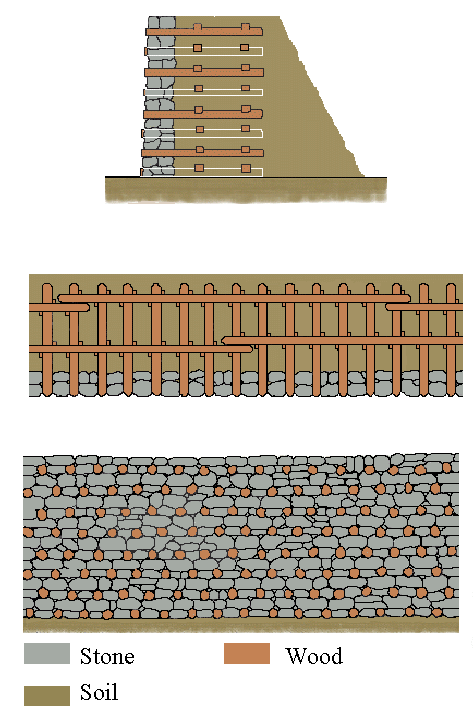
Gall fal. Szerkezete hasonló a sztyeppei földvárakhoz, azonban azokon a külső burkolatnál kő helyett agyaggal tapasztott vesszőfonatot alkalmaztak

A földvár elnevezés félrevezető, hiszen azok fejlettebb formáinak szerkezetét fából készült ácsolt kazetták adták –  ezért az állékonyságukat a faszerkezet minősége határozta meg. A kész, általában 3–4 m magas fa falazat belsejét a faszerkezet felállítása előtt ásott árok földjével és kövekkel töltötték fel, majd alaposan ledöngölték. Sokszor a földvárak közé sorolják az egyéb fa-föld erődelemeket, így a palánkokat, rótt palánkokat és a sáncműveket is, mivel a típusok átmenete folyamatos, ráadásul a földvárak erősítésére előszeretettel használtak palánkot és sáncműveket is.
Elterjedésének fő oka, hogy a világ jelentős területein (Közép-Európa, sztyeppöv, Németalföld) a fa a kőnél lényegesebben könnyebben hozzáférhető volt. A földvár építése emellett olcsóbb és gyorsabb is, bár folyamatos gondozást igényel, ezért fenntartása drágább, mint a kő- vagy téglafalazaté.
Már a kelta földváraknál felfigyeltek arra, hogy a földvárak jobban ellenállnak a kőhajító gépeknek, mint a téglafalak. A faszerkezetek miatt azonban (a téglavárakhoz hasonlóan) tűzérzékenyek voltak, aminek ékes példája a mongol ostromharcászat sikere. Tévhit azonban, hogy a tatárjárás után felhagytak volna a földvárak építésével; azok tűzállóságát agyaggal tapasztott vesszőfonat-burkolattal javították.

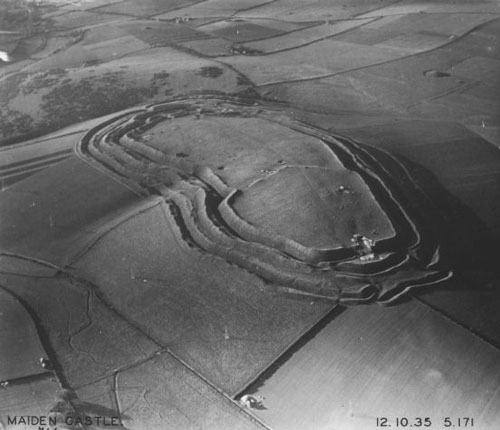
Maiden Castle, Anglia legnagyobb megmaradt földvára (1935-ben)

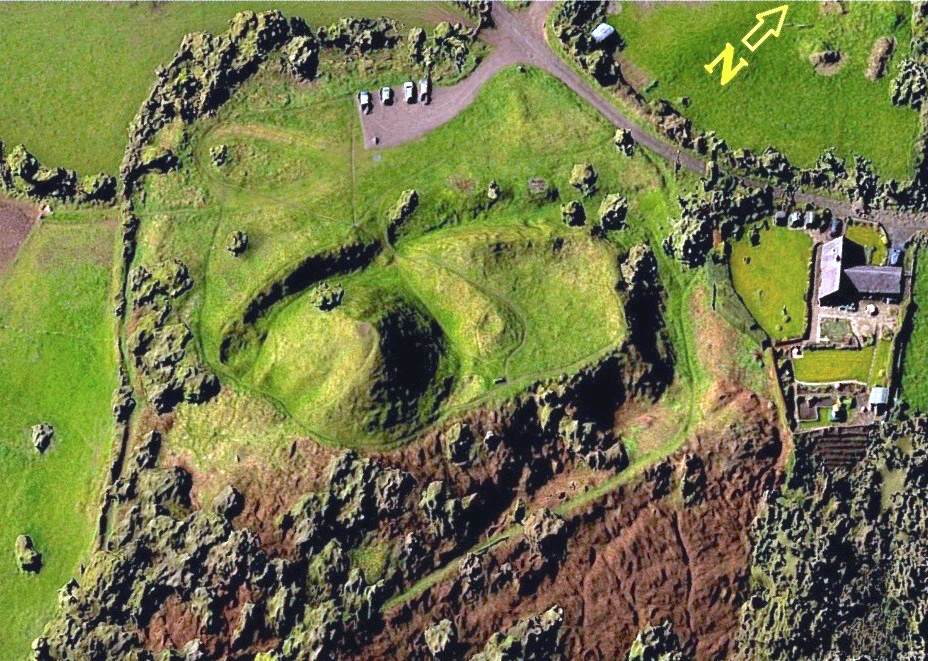
1202-ben elpusztult Motte-bailey rendszerű vár maradványa Angliában

## Típusai
Földváron több különböző vártípust értünk:

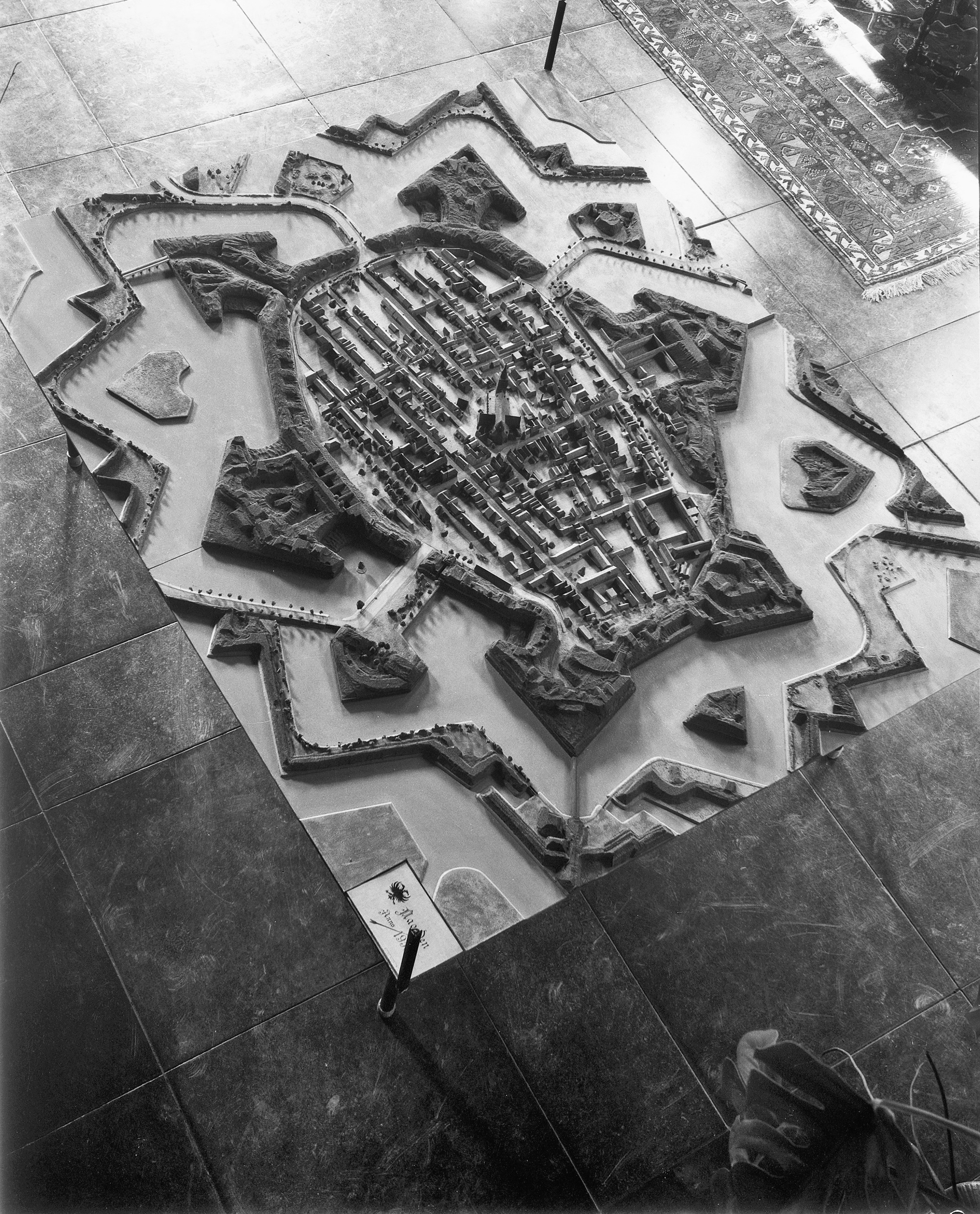
A hollandiai Naarden erődjének makettje: jól látszik, hogy a vaubani elveket is alkalmazó erődváros bástyái és redoutokkal erősített pajzsgátjai földvár-technológiával készültek 1700 körül.

- Alaptípusa a kör, háromszög vagy négyszög alaprajzú egyszerű földvár (pogányvár), például a Szabolcsi földvár. Ennek védelmi rendszere olyan volt, mint később a belsőtornyos kőváraké. Britanniában és a sztyeppövben kettős, sőt akár négyszeres koncentrikus védvonalat (hillfort) alakítottak ki, ezek védelmi terve a koncentrikus lovagvárakéval analóg. Átmenet a kővárak irányába a Murus Gallicus, azaz gall fal, amelyben a földvár-technikával épült fa-föld erőd külső homlokát kockakövekkel rakták ki.

Valószínűleg ilyenek voltak a honfoglalás után, az Árpád-ház trónra jutásáig épült magyar várak; ezekben helyezték el a kialakuló királyi birtokok központjait. A sáncon belül fatorony tette lehetővé a szélesen áttekinthető környék megfigyelését és egyúttal a kapu/bejárat ellenőrzését.
- - Ennek altípusa a földhalomvár, amelynek külső árka széles, és az abból kitermelt földet középen nem falszerűen halmozták fel, hanem egy dombszerű, tömör halomban. Az árok külső peremén és sokszor a földhalom belső peremén is palánkot emeltek.[6]

- A földvárak kisebb formái az Északnyugat-Európában általános korai Motte-bailey erődök, gyűrűművek, a germán burgwallok (Burgh) és a szláv gordok. Jellemzőjük a kicsi, néhány tíz méter átmérőjű kerek, viszonylag magas, de vékony falazat.
- A középkor végétől modern, külső-tornyos, rondellás és bástyás erődök (Szigetvár, Tokaj, Szolnok) is készültek földvár-technológiával, sőt az első füles-bástyák Itáliában is földvár- és sánctechnikával készültek, amelyet a korban hazai tipikussága miatt magyar módszernek is neveztek Európában. E módszertan némileg eltért a hagyományos földváraktól, ugyanis a külső falat függőlegesen álló cölöpök alkották, melyek tűzvédelmét agyagtapasztással fokozták. A stratégiailag kevésbé jelentős városok többsége palánkból készült falazatot kapott. E módszertan a 16. század derekáig megfelelő volt, mivel a korabeli lövegek találata csak egy gerendát tört el, ezért a falazat tartóssága megfelelt az akkor tipikus néhány napos-hetes ostromok során.[4] A 16. századi olasz építészek is foglalkoztak a fa-föld erődök kérdésével, köztük Vincenzo Scamozzi és Giacomo Lanteri. A földvár a korban egyáltalán nem volt ritka, sőt hazánkon kívül a flamandoknál, Olaszország és Ausztria egyes részein megszokottak voltak. Mindkét mester egyetértett abban, hogy a rótt palánk nem kezdetleges módszer, hanem olcsó alternatívája a téglaváraknak a kőhiányos területeken, ráadásul azt is állítják, hogy ellenállóbb is volt (rugalmasságuk miatt) a korabeli tüzérségi rombolással szemben.[7]
- A földből készült erődtechnika ezután sem tűnt el, Németalföldön a kőhiány miatt a korszerű erődvárak bástyarendszere sáncmódszerrel épült, valamint a 19. század korszerű erődjeinek tetősáncai és várlejtői is földművek voltak, mivel a kőfallal ellentétben a tömör ágyúgolyók a földművekben aligha okozhattak kárt. A tömeg-hadseregek korában pedig a tábori erődítések révén a napóleoni háborúktól (győri sáncrendszer) egészen a világháborús védelmi vonalakig fejlődve folyamatosan evolválódott e módszertan, és több ország hidegháborús védelmi utasításának számos eleme (géppuskafészkek, harckocsiakadályok) a földvár-technológiához hasonlóan kővel vagy földdel feltöltött fakazettákon alapult.[4]

## Földvárak Magyarországon
A magyar honfoglalás egybeesett a közép- és kelet-európai várépítés kezdeteivel. A korai magyar állam monumentális építészeti emlékei közé tartoznak az ispánsági várak maradványai. Ezek a ma földváraknak nevezett építmények valójában bonyolult faszerkezetekként épültek, amelyeknek csak a vázát töltötték ki földdel. Az ilyen váraknak három fő típusát tárták fel: a rostos sánc (Gyöngyöspata), aminél a várfalra merőlegesen elhelyezett gerendák rétegét földréteggel váltakoztatva emelték a falat; a rácsos sánc (Abaújvár), a gerendarétegeket rácsszerűen rakták egymásra, önhordó szerkezetet alakítva ki, amelyet döngölt földdel töltöttek ki. A harmadik és leggyakoribb típus, a kazettás sánc (Pozsony, Moson, Sopron) ezt fejlesztette tovább úgy, hogy a farácsozat kazettáinak oldalfala, a boronaházakhoz hasonlóan, hézagmentes lett, és az építmény külső kazettáit földdel töltötték fel, a belsőket helyiségekként használták. Ezek a vártípusok előfordulnak a honfoglalás előtti morva központokban, de a későbbi cseh és lengyel területeken is a Kárpát-medencében és közvetlen környékén.
Hazánkban a tatárjárásig használták ezt az erődítési módszert hagyományos formájában. A tatárjárás tette világossá, hogy a kor színvonalán ezek már nem nyújtanak megfelelő védelmet.

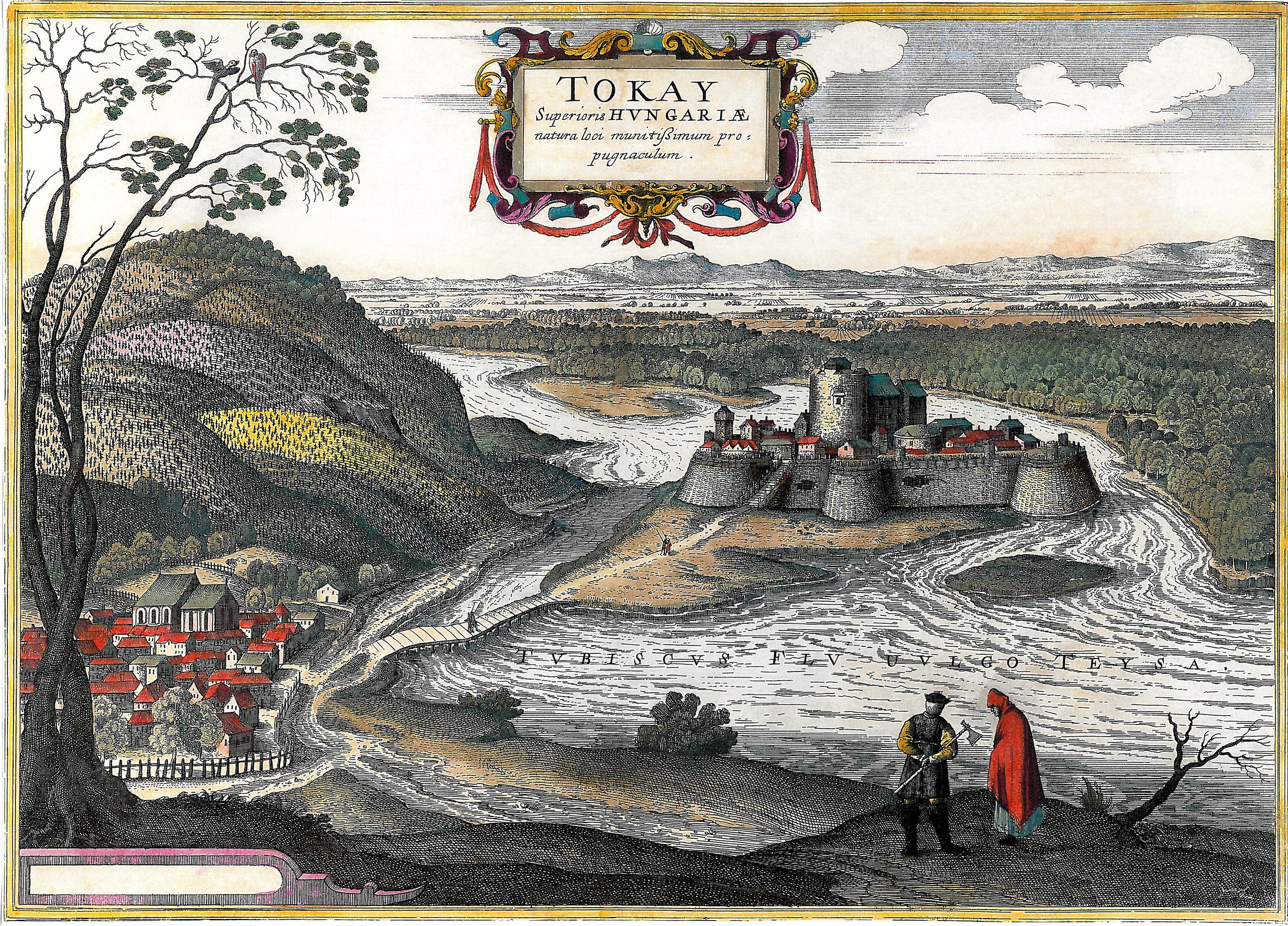
Tokaj vára a 16. sz. végén. Jól látszik, hogy csak az öregtorony volt kőépítésű; a korszerű rondellás védmű modus hungaricus szerinti fa-föld erőd volt

A módosított hazai módszer, a Modus Hungaricus esetében a kettős fa ácsolatú falazatot kívülről cölöpökkel és agyagtapasztásos fonattal burkolták, javítva a hajítógépekkel (majd ágyúkkal) szembeni védelmet és a tűzállóságot. Emellett gyors építhetősége miatt az alkalmi építmények is e módszerrel készültek, mint például az esztergomi Sípoló-hegy erődje. Állandó váraink közül fa-föld szerkezetű volt a tokaji, a szolnoki, a szigetvári erőd bástya- és rondellarendszere. Jellemzően a régi, elavultabb erődöket kiegészítő művek számos várnál e módszerrel készültek, mivel a kora középkori, magas és vékony kőfalaknál sokkal jobban bírták az ágyútüzet a fa-föld kötőgátak. Példaként kiemelhető Kisvárda (mára elpusztult) teljes külső olaszbástya-rendje, az Egri vár északkeleti bástyája (1560–1590), a török támadáskor félkész Kanizsai vár három bástyája és Ecsed várának akkor világszinten korszerű szarvműve. Természetesen idővel ezek egy részét továbbfejlesztették és kővel kifalazták őket. A 16. század legvégétől már jellemzően csak a várak árokrendszereit kiegészítő elemek, mint az ollóművek, lunetták és pajzsgátak készültek e módszerrel; kiemelhető e téren Győr és Arad átalakítása. Sajnos e földművek jelentős részét később elhordták, gyakran pont a vizesárkok betemetésére.

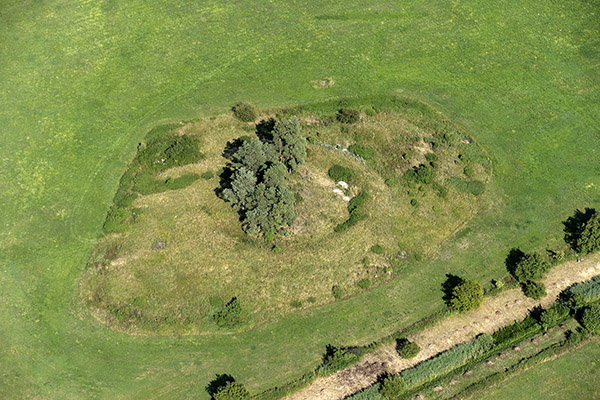
Somogyzsitfa, földvár

A földvárak kutatása a 17–18. században, a katonai térképek készítésével összefüggésben kezdődött, és a 19. század vége óta végeznek ásatásokat. Magyarországon a természet védelméről szóló 1996. évi LIII. törvény 23. paragrafusa alapján valamennyi földvár ex lege (azaz a törvény erejénél fogva, külön védetté nyilvánítási eljárás nélkül is) védett természeti érték. A törvény szerint „a földvár olyan védelmi céllal létesített vonalas vagy zárt alakzatú földmű, amely azonosíthatóan fennmaradt domborzati elemként történeti, kulturális örökségi, felszínalaktani, illetve tájképi értéket képvisel.”

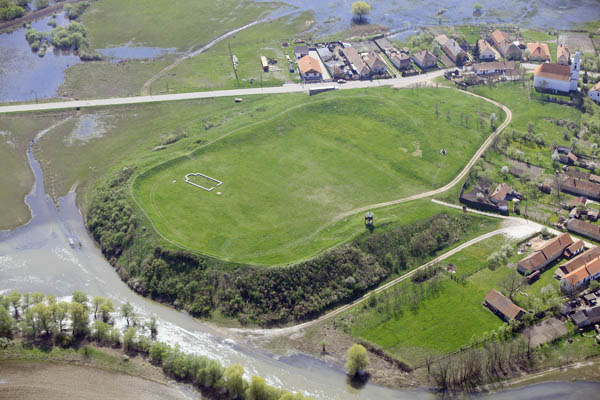
Edelény, borsodi földvár

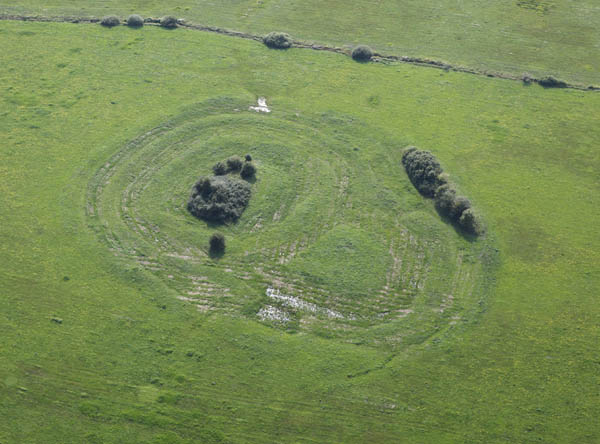
Resznek, földvár

A földsáncok gyakran erdős, hegyes területeken, nehezen felismerhető helyeken vannak, de nem ritkák az alföldeken sem. Igen szép és látványos példája ennek a vártípusnak a ma Edelényhez tartozó borsodi földvár, Borsod vármegye hajdani székhelye, valamint a honfoglalás korából származó szabolcsi vár. A nagyobb városaink és a korábbi hadászatilag fontos váraink földművei mára nagyrészt elpusztultak az évszázadok során, vagy szándékosan bontották le őket folyószabályozási vagy városépítészeti helyigény (és földanyagigény) kielégítésére. Műholdas távérzékelési módszerrel azonban kimutathatóak a domborzatban.